# McPherson (Kansas)
McPherson es una ciudad ubicada en el condado de McPherson en el estado estadounidense de Kansas. En el año 2010 tenía una población de 13155 habitantes y una densidad poblacional de 817,08 personas por km².

## Geografía
McPherson se encuentra ubicada en las coordenadas 38°22′19″N 97°39′44″O / 38.37194, -97.66222 (38.371923, -97.662177).

## Demografía
Según la Oficina del Censo en 2000 los ingresos medios por hogar en la localidad eran de $40,469 y los ingresos medios por familia eran $48,882. Los hombres tenían unos ingresos medios de $33,831 frente a los $20,633 para las mujeres. La renta per cápita para la localidad era de $19,716. Alrededor del 7.9% de la población estaban por debajo del umbral de pobreza.